# Crystal Springs (Nevada)

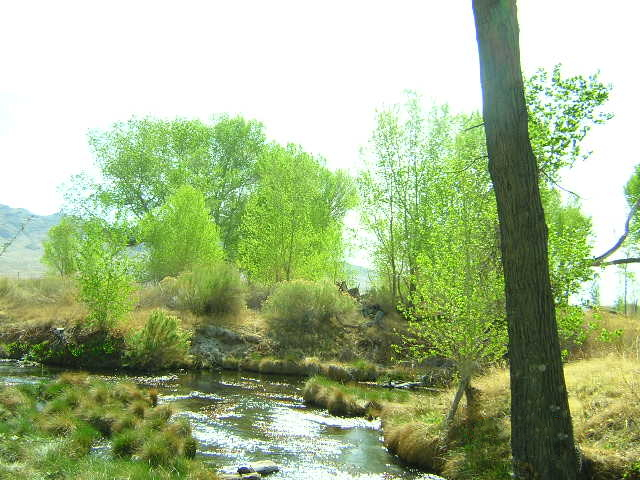
Fonte termal em Crystal Springs

Crystal Springs é uma cidade fantasma na região do Vale de Pahranagat, no Lincoln, estado do Nevada, nos Estados Unidos. A cidade fantasma fica localizada na junção da Nevada State Route 318 com a Nevada State Route 375, também conhecida como Extraterrestrial Highway (assim conhecida por supostos avistamentos de OVNIs . É um destino popular para quem visitar as vilas de Hiko e Rachel. A cidade fantasma fica nas proximidades, consiste num grande grupo de pântanos e fontes termais. Crystal Springs fornece irrigação pelos múltiplos ranchos e quintas, alguns dos quais a mais de  8 quilómetros de Crystal Springs.
A cidade possui o marco histórico de Nevada n.º 5.

## História
As fontes termais já eram utilizados pelos índios americanos, muito antes da chegada dos colonos de origem europeia.
. As fontes termais forneciam água para as pessoas transportarem para a  Mormon Trail.
In 1865, Crystal Springs foi a primeira área do condado de Lincoln onde foi descoberto prata. Isto fez com que Crystal Springs tornar-se a primeira sede do condado com uma duração muito efémera (apenas 1866 e 1867), logo no ano anterior a sede do condado passou para Hiko.